# مزرعة دشت كوير نيكو (ريغستان)
مزرعة دشت کویر نیکو (بالإنجليزية: Mazraeh-ye Dasht Kevirniku)‏ هي منطقة سكنية تقع في إيران في أصفهان.